# Association hellénique d'athlétisme amateur
La SEGAS ou en français Association hellénique d'athlétisme amateur (grec moderne : Σύνδεσμος Ελληνικών Γυμναστικών Αθλητικών Σωματείων) est la fédération grecque de sport « amateur » (même quand ce dernier est devenu professionnel depuis) qui s'est occupée de nombreux autres sports en plus de l'athlétisme.
La SEGAS, fondée le 12 janvier 1897, est la toute première fédération sportive en Grèce. Elle développe et organise le sport grec depuis sa fondation jusqu'à nos jours. Elle s'occupe encore de l'athlétisme après avoir laissé, peu à peu, s'organiser de façon autonome d'autres fédérations sportives pour les autres sports comme le football, le basketball, le volleyball, le tennis, la boxe et d'autres clubs sportifs qui l'ont quittée depuis. En 1983, le comité régional chypriote, devenue l'Association d'athlétisme amateur de Chypre, s'en sépare également. Elle n'est affiliée à l'IAAF que depuis 1924.
Fondée en 1897, juste après les premiers Jeux olympiques de l'ère moderne à Athènes et ayant organisé pendant plus d'un siècle de très nombreuses compétitions en Grèce comme les Championnats d'Europe d'athlétisme en 1969 et 1982, les Championnats du monde junior d'athlétisme 1986, la finale du Grand Prix en 1990, les Jeux méditerranéens en 1991, plusieurs Championnats des Balkans dont elle a proposé l'organisation dès 1928, elle a aussi organisé les Championnats du monde de 1997 et les Jeux olympiques d'été de 2004. Son siège est installé à Athènes.